# Mark J. Green
Mark Joseph Green (* 15. März 1945 in Brooklyn, New York City) ist ein US-amerikanischer Jurist, Anwalt für Verbraucherschutz, Politiker und Autor.

## Leben und Wirken
Mark J. Green studierte Rechtswissenschaft an der Cornell University (mit Examen 1967) und der Harvard University (Harvard Law School), wo er 1970 seinen Studienabschluss erwarb. Bereits während seines Studiums beschäftigte er sich intensiv mit dem Verbraucherschutz. Nach dem Ende seines Studiums wurde er Mitarbeiter von Ralph Nader, dem damals führenden Verbraucheranwalt. Zehn Jahre lang war Green Direktor der von Nader gegründeten "Congress Watch", einer Interessengruppe, die sich beim U.S. Kongress für Verbraucherschutz und öffentliche Interessen einsetzte. Ab 1980 kandidierte er mehrfach für öffentliche Ämter, sei es für einen Sitz im U.S. Kongress oder als Bürgermeister bzw. Generalstaatsanwalt von New York City, jedoch jeweils erfolglos. 1994 wurde er in New York City erstmals zum "New York City Public Advocate" gewählt. Dieses Amt gewann er 2001 auch für eine zweite Amtsperiode.
Green veröffentlichte außerdem eine Reihe von Büchern. Besonders bekannt wurde seine Veröffentlichung "Who runs Congress?". Des Weiteren tritt er häufig in den öffentlichen Medien als Vertreter von Verbraucherinteressen auf.

## Veröffentlichungen (Auswahl)
- mit Beverly C. Moore und Bruce Wasserstein: The closed enterprise system. Ralph Nader's study group on antitrust enforcement. Grossman, New York 1972, ISBN 0-670-22555-X.
- (Hrsg.): The Monopoly makers. Ralph Nader's study group report on regulation and competition. Grossman, New York 1973.
- mit Ralph Nader: Corporate power in America. Grossman, New York 1973, ISBN 0-670-24217-9.
- mit Ralph Nader und Joel Seligman: Taming the giant corporation. Norton, New York 1976, ISBN 0-393-08753-0.
- (Hrsg.): Here he goes again. Ronald Reagan's reign of error. Pantheon Books, New York 1983 (deutsche Übers. u.d.T.): Reagan sieht rot. Die abenteuerliche Welt des 40. US-Präsidenten. Steidl, Göttingen 1984, ISBN 3-88243-029-X.
- Who runs Congress? 4. Auflage. Dell, New York 1984, ISBN 0-440-19676-0 (die erste Aufl. erschien 1972).
- (Hrsg.): America's transition. Blueprints for the 1990's. University Press of America, Lanham, Md. 1990, ISBN 0-8191-7591-9.
- Selling out. How big corporate money buys elections, rams through legislation, and betrays our democracy. Regan Books, New York 2002, ISBN 0-06-052392-1.
- mit Eric Alterman: The Book on Bush. Penguin, East Rutherford 2004, ISBN 0-14-303442-1.
- Bright, infinite future. A generational memoir on the progressive rise. St. Martin's Press, New York 2016, ISBN 978-1-250-07157-6.
- mit Ralph Nader: Fake President. Decoding Trump's gaslighting, corruption, and general bullsh*t. Skyhorse Publishing Company, New York 2019, ISBN 978-1-5107-5112-5.
- mit Ralph Nader: Wrecking America. How Trump's Lawbreaking and Lies Betray All. Skyhorse Publishing Company, New York 2020, ISBN 978-1-5107-6371-5.